# Eric Klotzsch

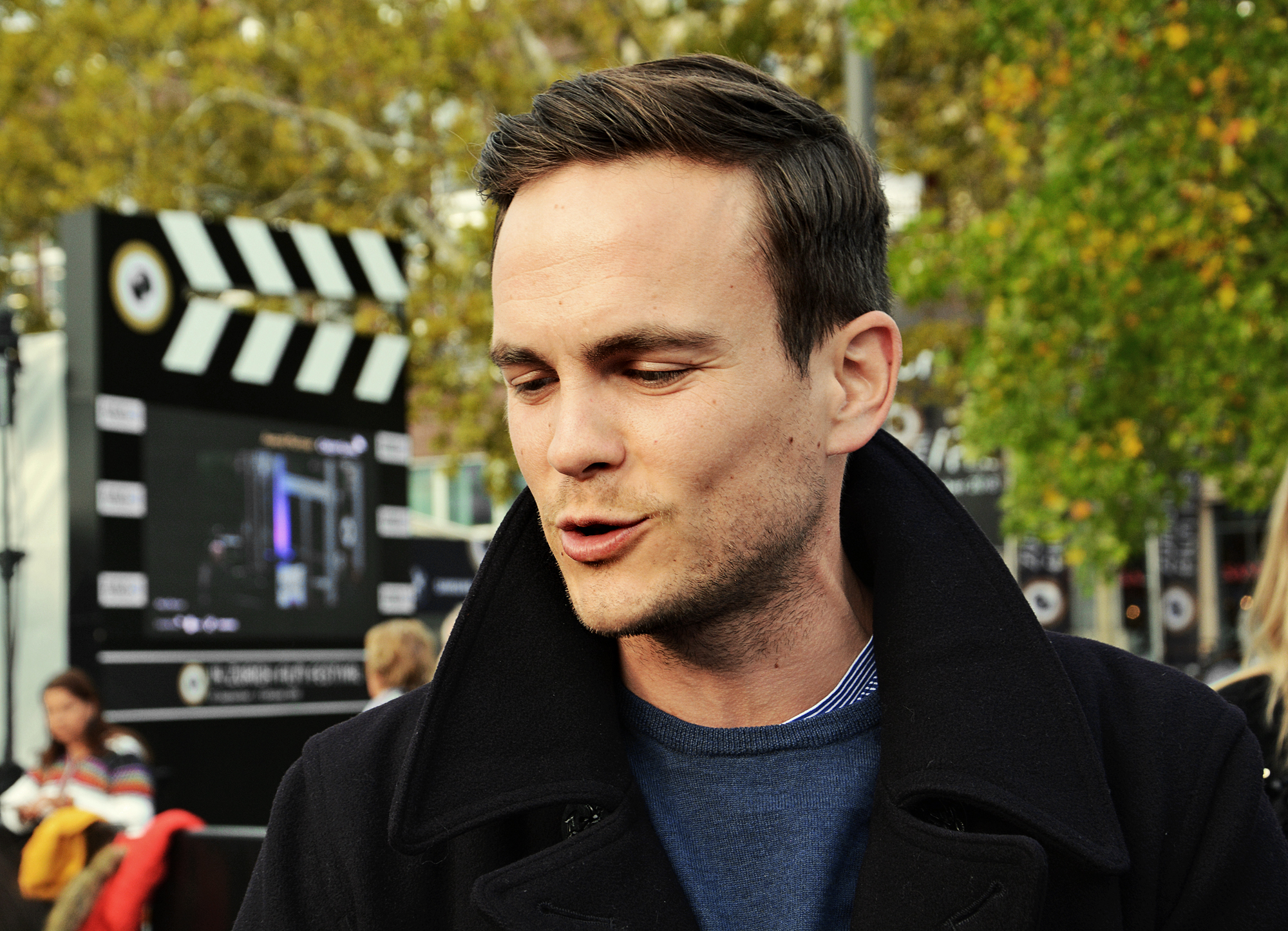
Eric Klotzsch präsentiert am 3. Oktober 2018 beim 14th Zurich Film Festival den Liebesfilm

Eric Klotzsch (* 26. März 1984 in Köln) ist ein deutscher Film- und Theaterschauspieler.

## Leben
Eric Klotzsch studierte von 2007 bis 2010 Schauspiel an der Hochschule für Film und Fernsehen „Konrad Wolf“ in Potsdam. Bereits während des Studiums war er in Film und Fernsehen aktiv. Neben mehreren Kurzfilmen bekam er 2005 ein Stipendium bei der Sat.1 Talent Class. Weitere Film- und Fernsehrollen hatte er seit dem Studienabschluss.
Von 2015 bis 2021 spielte Klotzsch die Rolle des Stationsarztes Dr. Tobias Lewandowski in der Krankenhausserie Bettys Diagnose.
Klotzsch lebt in Köln.

## Filmografie (Auswahl)
- 2005: Ahornallee, Regie: Tilmann Schillinger, Pilot: RTL, Hauptrolle
- 2005: Die Rille, Regie: Volker Schmitt, Kurzfilm: Fabr Film
- 2005: Maskenball, Regie: Oliver Stadel, Sat.1 Talents Class
- 2006: Elfmeter, Regie: Christian Gillmann, Kurzfilm: Kamerakinder Köln
- 2006: Ohnmacht, Regie: Andreas Grimm, Kurzfilm: Medienakademie Dortmund, Hauptrolle
- 2006: Zweiter Frühling, Regie: Renate Gosiewski, Serienpilot: Filmakademie Ba Wü, Hauptrolle
- 2007: Schräge Kerle, Regie: Patrick Schlosser, Sat.1
- 2008: Alarm für Cobra 11 – Die Autobahnpolizei, Regie: Jan Martin Scharf, RTL
- 2008: Hundeblume, Regie: Alexander Haßkerl, Kurzfilm: dffb, Hauptrolle
- 2008: Uferwellen, Regie: Stefan Lengauer, Kurzfilm: dffb, Hauptrolle
- 2009: Endlich jetzt, Regie: Jasper Beutin, Kurzfilm: Punkte + Streifen
- 2009: Fasten à la Carte, Regie: Hans Erich Viet, ARD
- 2009: Loverboy, Regie: Dieter Berner, Kurzfilm: HFF Potsdam, Hauptrolle
- 2009: Manolo, Regie: Robert Bohrer, Kurzfilm: dffb Berlin, Hauptrolle
- 2010: Das Glück kommt unverhofft, Regie: Sibylle Tafel, ARD
- 2010: Artisten, Regie: Florian Gottschick, Diplomfilm: HFF Potsdam, Hauptrolle
- 2010: Notruf Hafenkante: Alles Lüge, Regie: Rolf Wellingerhof, ZDF, Episodenhauptrolle
- 2010: Yago Cityboy, Regie: Philip Glauner, Diplomfilm: HFF Potsdam
- 2011: Ein Fall für zwei: Liebesblind, Regie: Marcus Ulbricht, ZDF, Episodenhauptrolle
- 2011: Freiland, Regie: Moritz Laube, Kino: zischlermann Filmproduktion
- 2011: Funny Games, Regie: Facundo V. Scalerandi, Kurzfilm: KHM Köln, Hauptrolle
- 2011: Une scène a travailler, Regie: Francois Doillon, Kurzfilm: dffb Berlin, Hauptrolle
- 2012: Heiter bis tödlich: Alles Klara: Pizzamortale, Regie: Andi Niessner, ARD
- 2012: Alpha, Regie: Facundo V. Scalerandi, Diplomfilm: KHM Köln, Hauptrolle
- 2012: Danni Lowinski: Neue Männer + Haussklavin, Regie: Peter Gersina, Joseph Orr, Sat.1
- 2012: Das Millionen Rennen, Regie: Christoph Schnee, ARD
- 2012: Marie Brand und das Lied von Tod und Liebe, Regie: Christiane Balthasar, ZDF
- 2012: Round Midnight, Regie: Pablo Kaes, Kurzfilm: HFF Potsdam, Hauptrolle
- 2012: SOKO Köln: Bis zum letzten Atemzug, Regie: Ulrike Hamacher, ZDF
- 2012: Tatort: Der tiefe Schlaf, Regie: Alexander Adolph, ARD
- 2013: Einmal Bauernhof und zurück, Regie: Olaf Kreinsen, ARD
- 2013: How to kidnap Obama, Regie: Daniel Drewes, Hauptrolle, Kurzfilm: Sonderpreis der Jury des 99Fire-Films-Awards 2013
- 2013: Pastewka: Die Ohrfeige, Regie: Joseph Orr, Sat.1
- 2013: SOKO Stuttgart: Die Tote auf dem Eis, Regie: Rainer Matsutani, ZDF
- 2013: Tatort: Im Schmerz geboren, Regie: Florian Schwarz, ARD/HR
- 2014: Der Mama: Versandhaus Dennis, Regie: Thomas Freundner, ARD
- 2014: You & I, Regie: Nils Bökamp, Kino: Salzgeber & Co, Hauptrolle
- 2015–2021: Bettys Diagnose, Regie: Sabine Bernardi, Matthias Kiefersauer, Tobias Stille, ZDF, durchgehende Hauptrolle
- 2015: Der Hodscha und die Piepenkötter, Regie: Buket Alakus, ARD, Hauptrolle
- 2015–2016: Matterns Revier: ARD, Episodenhauptrolle
- 2016: SOKO Wismar: Schwarzes Gold, Regie: Sascha Thiel, ZDF
- 2016: Heldt: Bochum Gangsta, Regie: Heinz Dietz
- 2017: SOKO Wismar: Alte Freunde, Regie: Esther Wenger, ZDF
- 2017: Eine Hochzeit platzt selten allein, Regie: Lanzelot von Naso, ARD
- 2018: Liebesfilm, Regie: Emma Rosa Simon, Robert Bohrer, ZDF
- 2018: Ohne Schnitzel geht es nicht, Regie: Wolfgang Murnberger, ARD
- 2020: Der Pfad, Regie: Tobias Wiemann, Kino
- 2020: Rentnercops: Dumm gelaufen, Regie Denis Satin, ARD-Serie
- 2021: ECHO, Regie Mareike Wegener, Kino
- 2021: The Next, Regie Andy Wecker, ZDFneo Serie
- 2021: Rentnercops: Entführt, ARD-Serie
- 2022: Ein Sommer in der Bretagne, Regie Britta Keils, ZDF
- 2022: Die Chefin: Das 5. Gebot, Regie: Michael Schneider, ZDF
- 2023: SOKO Köln: Vor die Hunde, Regie: Till Müller-Edenborn, ZDF
- 2023: SOKO Stuttgart, Regie: Patrick Winczewski, ZDF, 3 Folgen
- 2024: In aller Freundschaft: Gangart, Regie: Nils Dettmann, ARD
- 2024: SOKO Hamburg: Tödlicher Hass, Regie: Philipp Klinger, ZDF
- 2024: WaPo Bodensee: Die nackte Nixe, Regie: Herwig Fischer, ARD
- 2025: WaPo Duisburg: Grüner Protest, Regie: Jurij Neumann, ARD

## Theater
- 2004: Kölner Künstler Theater: Gulli
- 2008: Theater Kosmos, Bregenz: Die Mountainbiker
- 2009: Hans Otto Theater, Potsdam: Die Aeneis
- 2010: Hans Otto Theater, Potsdam: Pinguine können keine Käsekuchen backen